# (3733) Yoshitomo
(3733) Yoshitomo es un asteroide perteneciente al cinturón de asteroides, descubierto el 15 de enero de 1985 por Kenzo Suzuki y el también astrónomo Takeshi Urata desde el Toyota Observatory, Japón.

## Designación y nombre
Designado provisionalmente como 1985 AF. Fue nombrado Yoshitomo en honor al líder japonés "Minamoto no Yoshitomo" padre del primer shogun japonés.